# زانيكلية درنية
زانيكلية درنية (الاسم العلمي:Zannichellia tuberosa) هي نوع غير مؤكد من النباتات تتبع جنس الزانيكلية من الفصيلة المزمارية.